# نیروی پلیس:یک داستان درونی
نیروی پلیس: یک داستان درونی (به هندی: Police Force: An Inside Story)فیلمی محصول سال ۲۰۰۴ و به کارگردانی موسی فریش است. در این فیلم بازیگرانی همچون آکشی کومار، راوینا تاندون، آمریش پوری، موهان جوشی، آلوک نات، راج بابار، پایال روهاتگی ایفای نقش کرده‌اند.

## خلاصه داستان
پندی یک مربی آکادمی پلیس است که گروهی از داوطلبان جدید که از کاندیداهای احتمالی مقامات بلندپایه نظامی هند هستند را آموزش می‌دهد. اما مشکلاتی سر راه او برای آموزش این افراد وجود دارد. به عنوان مثال، برخی از مقامات سیاسی با گروه‌های خلافکار و تروریست بصورت مخفیانه ای ارتباط دارند. در ادامهٔ فیلم، نیروهای آموزش دیدهٔ او بین این دو راهی قرار می‌گیرند که با این اوضاع کنار بیایند یا اینکه به مبارزه با این وضعیت روی بیاورند که در این صورت شغل خود را از دست خواهند داد.